# Марчелинара
Марчелинара (итал. Marcellinara) је насеље у Италији у округу Катанцаро, региону Калабрија.
Према процени из 2011. у насељу је живело 1967 становника. Насеље се налази на надморској висини од 306 м.

## Становништво
Према резултатима пописа становништва 2011. у општини је живело 2.253 становника.
| 1951. | 1961. | 1971. | 1981. | 1991. | 2001. | 2011. |
| ----- | ----- | ----- | ----- | ----- | ----- | ----- |
| 1.969 | 1.610 | 1.343 | 1.549 | 1.986 | 2.198 | 2.253 |